# Стефан Кедржинський
Стефан Кедржинський (пол. Stefan Kiedrzyński; 24 липня 1886, Варшава — 19 липня 1943, Нова Весь, біля Варки) — польський драматург і прозаїк.

## Біографія
Випускник Варшавської школи красних мистецтв. У 1913—1917 роках жив у Парижі, Петербурзі та Мінську. Після Першої світової війни оселився у Варшаві. Він був постійним співробітником «Kurier Warszawski». Писав комедії, сатири, фарси, романи та трилери, а також кіносценарії.
У 1930-х роках на переконання свого друга та ровесника Зигмунта Барткевича Кедржинський придбав досить велику ділянку землі на вулиці Спортовій у Брвінові поблизу Варшави, де побудував будинок.
У 1951 році всі його твори потрапили під цензурні обмеження в Польщі й негайно вилучені з бібліотек.